# West Haven (Connecticut)
West Haven è una città di 52 721 abitanti degli Stati Uniti d'America, situata nella Contea di New Haven nello Stato del Connecticut.